# Cyprichromis microlepidotus
Cyprichromis microlepidotus é uma espécie de peixe da família Cichlidae.
Pode ser encontrada nos seguintes países: Burundi, República Democrática do Congo e Tanzânia.
Os seus habitats naturais são: lagos de água doce.